# Мечеть Нурлан Махабадулы
Мечеть «Нурла́н Махаба́дулы» (каз. «Нұрлан Махабадұлы» мешіті) — мечеть в городе Актобе (Казахстан).
Мечеть сдана в эксплуатацию в 2008 году и расположена по улице Шыганака Берсиева, 3. Площадь двухэтажной мечети составляет 84 м², рассчитана на 100 человек. Высота здания равна 6 м, а минарета — 16 м.
Мечеть «Нурлан Махабадулы» является филиалом республиканского религиозного объединения «Духовное управление мусульман Казахстана», должность имама занимает Жасшан Ермекбаевич Тебереков.